# علایم مورد استفاده در نسبیت عام
علایم مورد استفاده در نسبیت عام علایمی که معمولاً در نسبیت عام به‌کار می‌روند در اینجا جمع‌آوری شده‌اند. توجه کنید که یک نمادگذاری واحد بین کتب مختلف وجود ندارد.

## مؤلفه‌های تانسور
مؤلفه‌های تانسور به این شکل نمایش داده می‌شوند:
{\displaystyle {T^{\rho }}_{\mu \nu }}
که اندیس‌های یونانی از ۰ تا ۳ (قسمت فضایی و زمانی)، و اندیس‌های لاتین از ۱ تا ۳ (قسمت فضایی) تغییر می‌کند.

## قاعدهٔ جمعِ اینشتین
تکرار اندیس در بالا و پایین به‌معنی جمع زدن روی آن اندیس خواهد بود. از این قاعده برای کمتر نوشته شدن علامت سیگما استفاده می‌شود.
{\displaystyle \sum _{\lambda =0}^{3}A^{\lambda }B_{\lambda }=A^{\lambda }B_{\lambda }}

## عملگرها
۱- ضرب تانسوری {\displaystyle \bigotimes }
۲- ضرب گوه‌ای {\displaystyle \wedge }
۳- مشتق هموَردا {\displaystyle \nabla _{\mu }} یا {\displaystyle _{;\mu }}
۴- مشتق پاره‌ای {\displaystyle \partial _{\mu }} یا {\displaystyle _{,\mu }\ }
۵- مشتق خارجی {\displaystyle d}
۶- مشتق لی {\displaystyle {\mathcal {L}}}
۷- دامبِری {\displaystyle \Box }

## تانسورها
۱- تانسور ریمان {\displaystyle {R^{\rho }}_{\sigma \mu \nu }}
۲- تانسور ریچی {\displaystyle R_{\mu \nu }^{}}
۳- تانسور اینشتین {\displaystyle G_{\mu \nu }^{}}
۴- تانسور ویل {\displaystyle {C^{\rho }}_{\sigma \mu \nu }}
۵- تانسور انحنای خارجی {\displaystyle K_{ij}^{}}
۶- تانسور ضربه-انرژی {\displaystyle T_{}^{\mu \nu }}
۷- تانسور شدت میدان الکترومغناطیسی {\displaystyle F_{}^{\mu \nu }}
۸- تانسور تکانهٔ زاویه‌ای {\displaystyle J_{}^{\mu \nu }}
۹- بُردار کیلینگ {\displaystyle K_{}^{\nu }}

## ثابت‌ها
۱- ثابت گرانش {\displaystyle \mathbf {G} }
۲- سرعت نور (معمولاً «یک» در نظر گرفته می‌شود) {\displaystyle C}
۳- ثابت هابل {\displaystyle H_{0}^{}}

## سایر
۱- نماد کریستوفل {\displaystyle \Gamma _{\mu \nu }^{\rho }}
۲- نماد لوی‌چی‌ویتا {\displaystyle \epsilon _{\alpha \beta \mu \nu }^{}}
۳- اسکالر ریچی {\displaystyle R}
۴- متقارن‌سازی {\displaystyle _{(...)}}
۵- پادمتقارن‌سازی {\displaystyle _{[...]}}